# كنيسة تمبلياوكيو

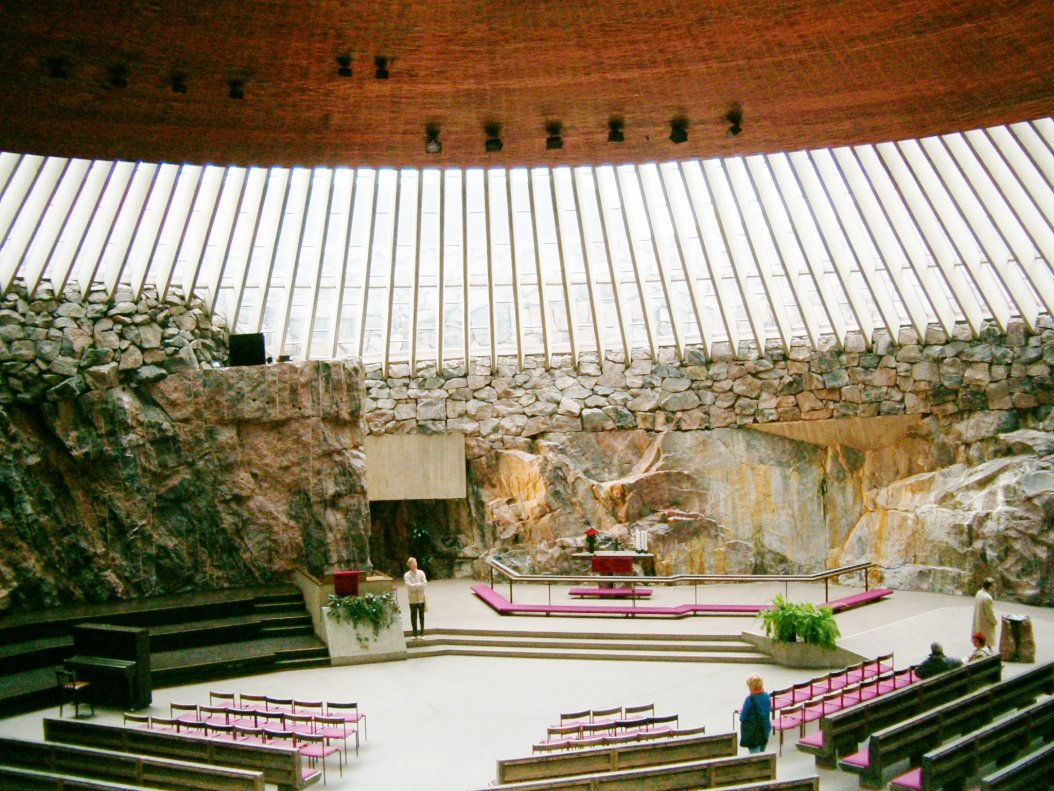
Kirkon sisäänkäynti.

كنيسة تمبلياوكيو (بالفنلندية: Temppeliaukion kirkko، بالسويدية: Tempelplatsens kyrka) كنيسة اللوثرية في حي تولو هلسنكي. وقد تم تصميم الكنيسة من قبل المهندسين المعماريين والاخوة وتيمو Suomalainen تومو وافتتح في عام 1969.
تم اختيار كنيسة تمبلياوكيو (معبد الفناء) كموقع للكنيسة في الثلاثينات، ولكن الخطة التي صفارة الإنذار JS، الفائز في المسابقة الثانية لتصميم الهندسة المعمارية للكنيسة، وتوقفت في مراحله المبكرة عندما الحرب العالمية بدأ الثاني في عام 1939. بعد الحرب، كانت هناك مسابقة أخرى المعمارية، التي فاز بها تيمو سوومالاينن وتومو سوومالاينن في عام 1961. لأسباب اقتصادية، واقترح خطة تحجيم الظهر والمساحة الداخلية للكنيسة انخفاض بنحو ربع واحد من الخطة الأصلية. البناء بدأت أخيرا في شباط 1968، واكتمل في الصخر من أجل تكريس المعبد في سبتمبر 1969.